# Édifice de la Cour suprême
L'édifice de la Cour suprême (anglais : Supreme Court Building) est le siège de la Cour suprême du Canada et de la Cour fédérale à Ottawa. Il s'agit d'un édifice de style art déco coiffé d'un toit de style Château construit entre 1938 et 1940 selon des plans de l'architecte Ernest Cormier. Il a été classé édifice fédéral du patrimoine en 1988.

## Architecture
L'édifice de la Cour suprême a été conçu par l'architecte Ernest Cormier. Lors de sa conception, ce dernier avait déjà fait construire l'édifice Ernest-Cormier, le pavillon Roger-Gaudry de l'Université de Montréal, l'imprimerie nationale à Gatineau.
L'édifice est modernisé en 1995, le toit en cuivre est remplacé. En 2016, Services publics et Approvisionnement Canada indique que le bâtiment nécessite des rénovations majeures,.

## Œuvres
Les deux statues qui ornent depuis 1970 la façade de l'édifice de la cour, Veritas et Justitia (Vérité et Justice, sculpteur Walter Seymour Allward, 1922), étaient à l'origine destinées à un monument en l'honneur du Roi Édouard VII qui ne fut jamais achevé. Le sculpteur avait alors enfoui ses deux statues. Elles ne furent découvertes que plus tard, lorsque l'on voulut construire des lots de stationnements.[réf. souhaitée]